# منطقه کلان‌شهری اکران
اکران، اوهایو، منطقه آمار شهری (به انگلیسی: Akron, Ohio, metropolitan statistical area) یک منطقهٔ مسکونی در ایالات متحده آمریکا است که در اوهایو واقع شده‌است.